# آثار أقدام هايسبرو
آثار أقدام هايسبرو  Happisburgh footprints، هي مجموعة آثار أقدام أحفورية لأشباه البشر منذ أوائل العصر البلایستوسيني. أكتشفت في مايو 2013 في طبقة رسوبية مكتشفة مؤخراً على شاطئ هايسبرو (/ˈheɪz.bɜːrə/  HAYZ-bur-ə) في نورفولك، إنجلترا، ودمرها المد بعد فترة قصيرة.
أعلنت نتائج الأبحاث حول آثار الأقدام في 7 فبراير 2014، وتحدد أنها تعود لأكثر من 800.000 سنة مضت. وتعتبر أقدم آثار أقدام معروفة لأسلاف البشر خارج أفريقيا. قبل اكتشاف هايسبرو، أقدم آثار أقدام في بريطانيا كانت موجودة في أسكموث بجنوب ويلز، من العصر الحجري الوسيط وتأريخ الكربون يعود إلى 4.600 ق.م.

## الاكتشافات
في 7 يناير 2015، أفاد علماء الآثار أن وقع الأقدام البشرية، الذي يمكن أن تكون من أسلاف البشر، قد يبلغ عمرها مليون سنة، وقد عُثر عليها في هايسبرو، شرق إنجلترا، في مايو 2013.

## وصلات خارجية
- مشروع هابسرو في المتحف البريطاني